# یوسو هرنائز
یوسو هرنائز (انگلیسی: Josu Hernáez؛ زادهٔ ۴ ژوئیهٔ ۱۹۸۵) بازیکن فوتبال اهل اسپانیا است.
از باشگاه‌هایی که در آن بازی کرده‌است می‌توان به باشگاه فوتبال ایبار، باشگاه فوتبال اتلتیک بیلبائو بی، و باشگاه فوتبال میراندس اشاره کرد.